# Stanisław Dobrzycki
Stanisław Dobrzycki (ur. 30 marca 1875 w Krzęcinie k. Skawiny, zm. 15 lipca 1931 w Poznaniu) – polski historyk literatury, rektor Uniwersytetu Poznańskiego w latach 1924–1925, slawista.

## Życiorys
Syn Marcina (organisty) i Heleny z Podoskich. Uczęszczał do gimnazjum Św. Anny w Krakowie (1885–1893), następnie studiował filologię na Uniwersytecie Jagiellońskim (1893–1897), m.in. pod kierunkiem Jana Baudouina de Courtenay (opiekuna pracy doktorskiej) i Stanisława Tarnowskiego, a później jeszcze przez rok na uniwersytecie praskim (1897–1898).

## Kariera naukowa

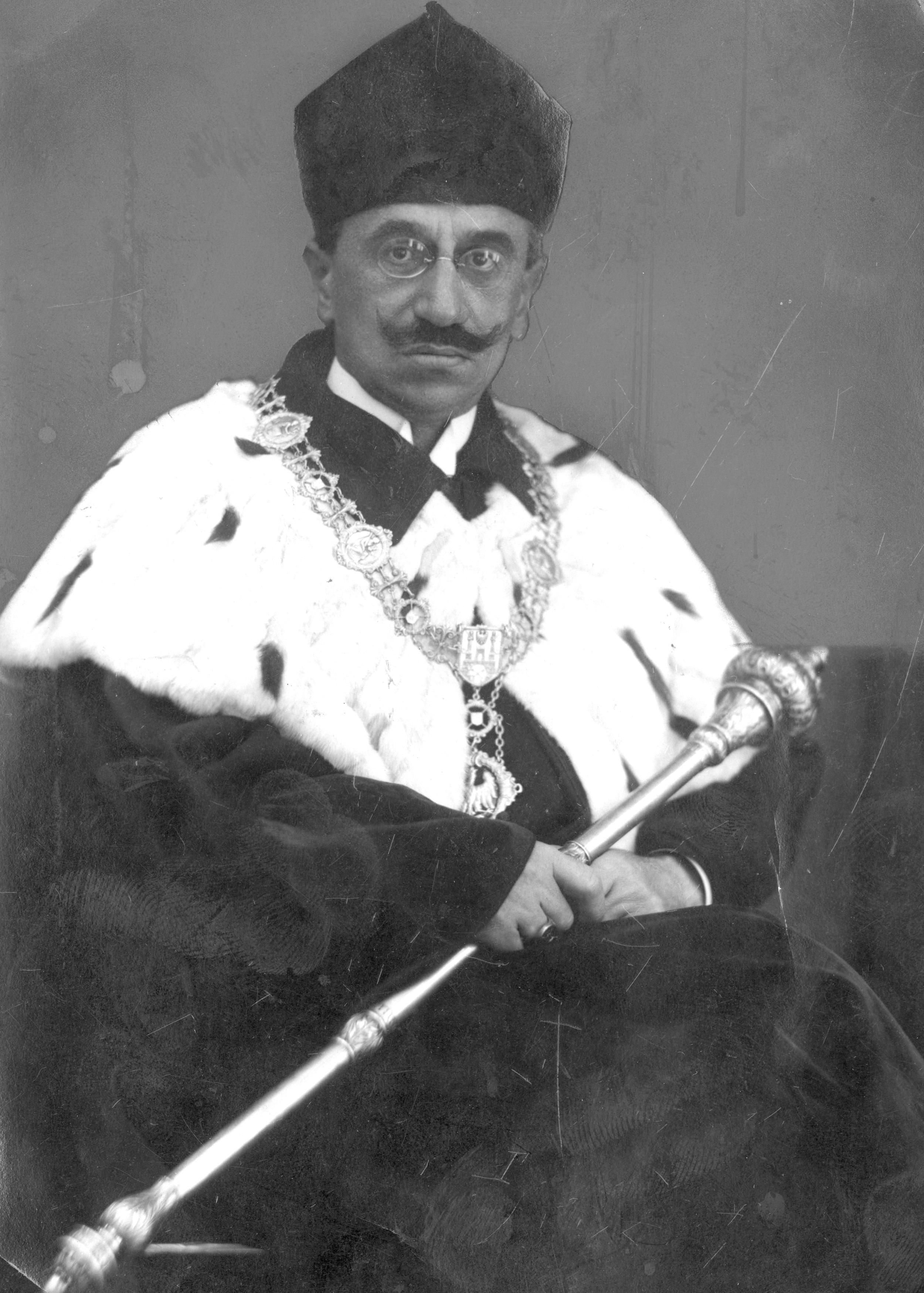
Stanisław Dobrzycki jako rektor Uniwersytetu Poznańskiego

W 1898 obronił doktorat na Uniwersytecie Jagiellońskim na podstawie pracy O mowie ludowej we wsi Krzęcinie wydanej drukiem tego samego roku . W latach 1899–1901 pracował jako nauczyciel języka polskiego w Krakowie i Bochni. W 1901 wyjechał do Szwajcarii, gdzie został profesorem nadzwyczajnym oraz kierownikiem Katedry Języków i Literatur Słowiańskich na Uniwersytecie we Fryburgu. W 1906 otrzymał tytuł profesora zwyczajnego, a w roku akademickim 1911–1912 pełnił funkcję dziekana Wydziału Filozoficznego. W 1909 bez powodzenia ubiegał się o Katedrę Historii Literatury Polskiej na Uniwersytecie Jagiellońskim (po Stanisławie Tarnowskim).
Podczas I wojny światowej członek Szwajcarskiego Komitetu Generalnego  Pomocy Ofiarom Wojny w Polsce.
W 1919, po powrocie do Polski został profesorem Uniwersytetu Poznańskiego i kierował I Katedrą Historii Literatury Polskiej. W latach 1920–1921 był dziekanem Wydziału Filozoficznego, w roku akademickim 1924–1925 pełnił funkcję rektora, rok później – prorektora. Prowadził wykłady z historii literatury staropolskiej. W 1926 został wybrany na członka korespondenta PAU, należał także do Poznańskiego Towarzystwa Przyjaciół Nauk (1920: członek zwyczajny, 1923–1926: sekretarz generalny). W listopadzie 1925 wyróżniono go jednogłośnym wyborem na przedstawiciela uniwersytetów europejskich na obchodach półwiecza Institut Catholique w Paryżu. 30-lecie pracy naukowej Dobrzyckiego uhonorowano wydaniem Księgi pamiątkowej ku uczczeniu 30-letniej pracy naukowej i nauczycielskiej Stanisława Dobrzyckiego (1928) i uroczystym jubileuszem na Uniwersytecie Poznańskim. Był kuratorem i filistrem honorowym Korporacji Chrobria.
W pracy naukowej zajmował się historią literatury polskiego średniowiecza i Odrodzenia, literaturą ludową oraz metodologią badań literackich. Uważał, że na zjawiska literackie duży wpływ mają czynniki socjologiczne oraz warunki topograficzne. Zainicjował szerokie badania nad twórczością Kochanowskiego, m.in. pod kątem językowym; dokonał szczegółowej analizy hymnu Czego chcesz od nas, Panie. Analizował również twórczość innych autorów, zwłaszcza Mickiewicza; przygotował wydanie Żywota Adama Mickiewicza autorstwa syna poety Władysława (1929–1931, 2 tomy). Zajmował się badaniem kolęd staropolskich i ich związkami z kolędami czeskimi. W czasie pracy w Szwajcarii współpracował z wydawaną tamże Encyklopedią Polską (1915–1919). W gronie jego uczniów byli m.in. Tytus Benni i Ludwik Bronarski.

## Śmierć
Zmarł po długiej i ciężkiej chorobie 15 lipca 1931 roku w Poznaniu. Pogrzeb odbył się w sobotę 18 lipca 1931 roku. Pochód żałobny przeszedł z domu żałoby przy ul. Matejki 53, przed Aulą Uniwersytecką, gdzie nastąpiło pożegnanie zmarłego, aż do miejsca pochówku na cmentarzu parafialnym św. Marcina w Poznaniu przy ul. Bukowskiej, który po wojnie zlikwidowano, rozbudowując tereny Międzynarodowych Targów Poznańskich.
Jego pamięć Uniwersytet Poznański uczcił 25 lutego 1932 roku akademią żałobną, połączoną z uchwałą Senatu, ustanawiającą (pochodzące z odsetek, ze składek ofiarowanych przez społeczność uniwersytecką – kolegów z wszystkich wydziałów) „Stypendium prof. Stanisława Dobrzyckiego”, przyznawane corocznie w dniu 8 maja studentowi polonistyki za najlepszą pracę.

## Wybrane prace
- Studia nad średniowiecznym piśmiennictwem polskim, 1901
- Spis literackich artykułów i rozpraw Mochnackiego, 1903
- Samogłoski nosowe w gwarze kilkunastu wsi góralskich w powiecie myślenickim i limanowskim, 1905
- Kochanowski w „Roxolankach”, 1906
- Pieśni Kochanowskiego, 1906
- „Nie-boska komedia”, 1907
- Z dziejów literatury polskiej, 1907
- Psałterz Kochanowskiego (1910)
- Sebastian Grabowiecki i jego „Rymy duchowne”, 1910
- Notatki do dziejów języka polskiego literackiego, 1911
- La letteratura polacca, 1916
- O kolędach, 1923
- Historia literatury polskiej, 1927
- Ze studiów o Kochanowskim, 1929

## Ordery i odznaczenia
- Krzyż Kawalerski Orderu Legii Honorowej (Francja, 1925)

## Życie prywatne
Od 1903 był żonaty z Marcjanną Świerczewską. Miał sześcioro dzieci w tym trzech synów: Stanisława – juniora (ur. 1905), profesora matematyki na Politechnice Lubelskiej, Jana (ur. 1917), profesora cukrownictwa Politechniki Łódzkiej i Jerzego (ur. 1927), profesora historii nauki w Instytucie Historii Nauki, Oświaty i Techniki PAN oraz trzy córki: Irenę (ur. 1909), profesora literatury angielskiej na Uniwersytecie Warszawskim, Annę (ur. 1920), historyka sztuki w Poznaniu i Marię (ur. 1906), romanistkę, żonę Stanisława Kolbuszewskiego.